# Ancylolomia
Ancylolomia är ett släkte av fjärilar. Ancylolomia ingår i familjen Crambidae.

## Bildgalleri

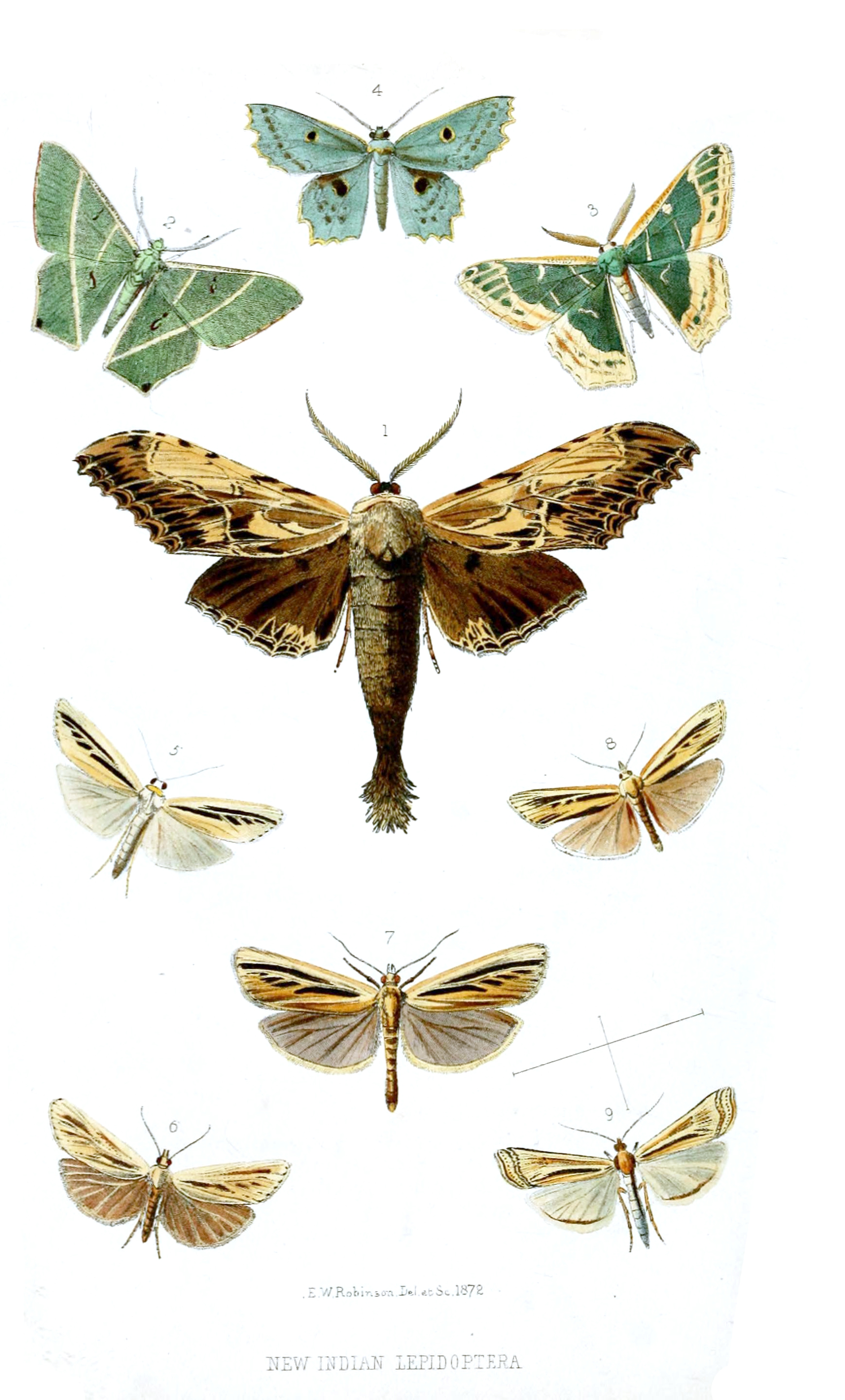

## Dottertaxa tillAncylolomia, i alfabetisk ordning[1]
- Ancylolomia aduncella
- Ancylolomia affinis
- Ancylolomia agraphella
- Ancylolomia albicostalis
- Ancylolomia anargyrella
- Ancylolomia arabella
- Ancylolomia argentata
- Ancylolomia argenteovittata
- Ancylolomia atrifasciata
- Ancylolomia auripaleella
- Ancylolomia basistriga
- Ancylolomia benderella
- Ancylolomia biplagella
- Ancylolomia caffra
- Ancylolomia capensis
- Ancylolomia carcinella
- Ancylolomia cassimella
- Ancylolomia castaneata
- Ancylolomia cervicella
- Ancylolomia chionographellus
- Ancylolomia chrysanthema
- Ancylolomia chrysargyria
- Ancylolomia chrysolinealis
- Ancylolomia cinerifusa
- Ancylolomia confusella
- Ancylolomia contritella
- Ancylolomia croesus
- Ancylolomia derasella
- Ancylolomia disparella
- Ancylolomia dives
- Ancylolomia drosogramma
- Ancylolomia elongata
- Ancylolomia endophaealis
- Ancylolomia felderalla
- Ancylolomia fulvitinctalis
- Ancylolomia gracilis
- Ancylolomia griseella
- Ancylolomia hamatella
- Ancylolomia hipponella
- Ancylolomia holochrea
- Ancylolomia inclarata
- Ancylolomia indica
- Ancylolomia inornata
- Ancylolomia intricata
- Ancylolomia irakella
- Ancylolomia irrorata
- Ancylolomia japonica
- Ancylolomia javae
- Ancylolomia kuznetzovi
- Ancylolomia laufferi
- Ancylolomia laverna
- Ancylolomia lentifascialis
- Ancylolomia likiangella
- Ancylolomia locupletella
- Ancylolomia malacellus
- Ancylolomia maroccana
- Ancylolomia melanella
- Ancylolomia melanothoracia
- Ancylolomia mesopotamica
- Ancylolomia micropalpella
- Ancylolomia minutella
- Ancylolomia mirabilis
- Ancylolomia nigrilinea
- Ancylolomia obscurella
- Ancylolomia obstitella
- Ancylolomia ochidea
- Ancylolomia ophiralis
- Ancylolomia palpella
- Ancylolomia palpigeralis
- Ancylolomia paraetoniella
- Ancylolomia pectinatella
- Ancylolomia pectinifera
- Ancylolomia peredai
- Ancylolomia perfasciata
- Ancylolomia planicosta
- Ancylolomia powelli
- Ancylolomia prepiella
- Ancylolomia punctistrigellus
- Ancylolomia rabatella
- Ancylolomia rabatellus
- Ancylolomia responsella
- Ancylolomia retaxella
- Ancylolomia sansibarica
- Ancylolomia saundersiella
- Ancylolomia shafferi
- Ancylolomia simplella
- Ancylolomia sovinskyi
- Ancylolomia stenochta
- Ancylolomia stygiella
- Ancylolomia syriaca
- Ancylolomia tabrobanensis
- Ancylolomia tentaculella
- Ancylolomia tripolitella
- Ancylolomia umbonella
- Ancylolomia uniformella
- Ancylolomia urruna
- Ancylolomia westwoodi
- Ancylolomia xylinella